# Платен, Филип Юлиус Бернхард фон
Барон Филип Юлиус Бернхард фон Платен (швед. Philip Julius Bernhard, friherre von Platen; 14 марта 1732, имение Дорнхоф, о. Рюген, Шведская Померания - 13 апреля 1805, имение Дорнхоф, о. Рюген, Шведская Померания) —- шведский государственный и военный деятель, фельдмаршал, генерал-губернатор Шведской Померании.

## Биография
Филип фон Платен происходил из дворянского рода фон Платен с острова Рюген. Он родился 14 марта 1732 года в имении Дорнхофв семье майора шведской армии Кристофера Эрнста фон Платена и его жены Анны Ульрики Лукреции фон Болен.
16 августа 1746 года фон Платен вступил добровольцем в лейб-пехотный полк Королевы. 22 июня 1748 года он вступил в полк генерал-майора барона фон Шверина, который находился на шведской службе. 31 декабря 1748 произведен в сержанты. 5 августа 1749 года фон Платен был переведен сержантом обратно в лейб-пехотный полк Королевы, 24 октября 1752 года произведен в прапорщики, 14 декабря 1752 - в лейтенанты. 3 марта 1758 года произведён в ротмистры и назначен командиром гусарского эскадрона, который сам организовал.
Принял участие в Семилетней войне, в 1757 году в составе прусских войск участвовал во вторжении в Богемию и в битве под Прагой. В 1758-1762 годах принял участие в военных действиях в Померании на стороне Швеции, был ранен в сражении при Лёкнице.
10 декабря 1768 года произведён в секунд-майоры Голубого гусарского полка. 23 июня 1762 года произведён в премьер-майоры Желтого гусарского полка. 17 февраля 1767 года произведён в подполковники Зелёного гусарского полка.
10 декабря 1768 года переведён подполковником в Кавалерийский полк Северного Сконе. После восшествия на престол Густава III, фон Платен 17 августа 1772 года был произведен в полковники и назначен командиром полка, а 16 октября 1776 года получил чин генерал-майора. В октябре 1778 года фон Платен был возведен в дворянское достоинство королевства Швеция.
23 августа 1788 Филип фон Платен был произведён в генерал-лейтенанты, принял участие в русско-шведской войне.  2 ноября 1795 года получил чин генерала от кавалерии.
20 апреля 1796 года назначен генерал-губернатором Шведской Померации и канцлером Грайфсвальдского университета.
16 ноября 1799 года фон Платен был произведён в фельдмаршалы.

## Награды
- Орден Меча, рыцарский крест (RSO1kl) (28 апреля 1760)
- Дворянство королевства Швеция (23 октября 1778) (род внесён в рыцарский матрикул королевства Швеция под № 2128)
- Орден Меча, командорский крест (KSO1kl) (27 декабря 1778)
- Орден Меча, командорский крест со звездой (большой крест) (KmstkSO) (27 ноября 1786)
- Орден Меча, рыцарский крест со звездой (с брошью в виде меча) (RmstkSO1kl) (21 сентября 1789)
- Орден Серафимов (RoKavKMO) (22 ноября 1790, акколада 28 апреля 1791)
- Звание «Одного из лордов королевства» (3 мая 1796)
- Титул барона королевства Швеция (1 ноября 1797) (в 1798 г род внесён в рыцарский матрикул королевства Швеция под № 313)

## Семья
10 июня 1761 года женился на Юлиане Регине фон Юзедом (1741-1810), в браке с которой у него родились дети:
- Карл Густав, барон фон Платен (1762-1819) - генерал-лейтенант
- Фридрик Вильгельм, барон фон Платен (1763-1788)
- Юлиана Мария Луиза (1765-1824)
- Бальтазар Богислав, граф фон Платен (1766-1829) - адмирал и наместник Норвегии
- Эрнст Кристофер, барон фон Платен (1768-1782)
- Шарлотта Вильгельмина (1879-1860)